# Hypulus maroliiformis
Hypulus maroliiformis is een keversoort uit de familie zwamspartelkevers (Melandryidae). De wetenschappelijke naam van de soort werd in 1911 gepubliceerd door Edmund Reitter.